# Trhák pana Bowfingera
Trhák pana Bowfingera (v anglickém originále Bowfinger) je americká filmová komedie z roku 1999. Režisérem filmu je Frank Oz. Hlavní role ve filmu ztvárnili Steve Martin, Eddie Murphy, Heather Graham, Christine Baranski a Terence Stamp.

## Obsazení
| Steve Martin       | Robert K. Bowfinger  |
| Eddie Murphy       | Kit/Jefferson Ramsey |
| Heather Graham     | Daisy                |
| Christine Baranski | Carol                |
| Terence Stamp      | Terry Stricter       |
| Robert Downey, Jr. | Jerry Renfro         |
| Jamie Kennedy      | Dave                 |
| Adam Alexi-Malle   | Afrim                |
| John Cho           | uklízeč              |